# Jurançon
Jurançon is een gemeente in het Franse departement Pyrénées-Atlantiques (regio Nouvelle-Aquitaine). De plaats maakt deel uit van het arrondissement Pau. Jurançon telde op 1 januari 2022 7.063 inwoners.

## Geografie
De oppervlakte van Jurançon bedroeg op 1 januari 2022 18,78 vierkante kilometer; de bevolkingsdichtheid was toen 376,1 inwoners per km².

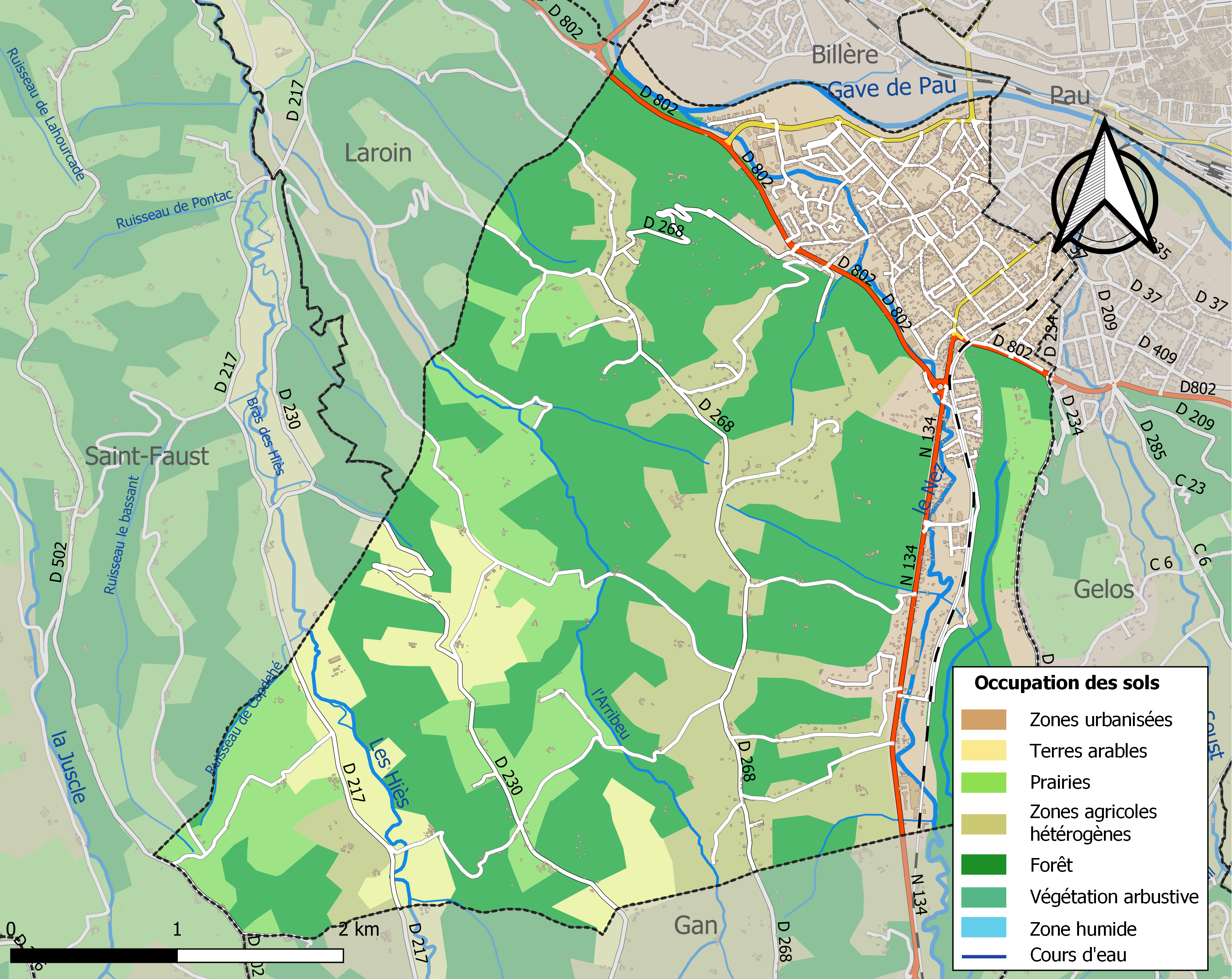
Kaart van de gemeente met belangrijkste infrastructuur, bodemgebruik en omliggende gemeenten

## Verkeer
In de gemeente ligt de spoorweghalte Croix-du-Prince.

## Demografie
Onderstaande figuur toont het verloop van het inwonertal (bron: INSEE-tellingen).